# Florian Süssmayr
Florian Süssmayr (* 1963 in München) ist ein deutscher Maler.

## Leben
In den 1980er Jahren war Süssmayr in der Punk-Szene aktiv und Mitglied der Aktionsgruppe Freizeit 81. Er trat mit der Avantgarde-Band Lorenz Lorenz im Duo mit Lorenz Schröter auf. Anschließend arbeitete er fünf Jahre beim Filmmuseum München. In den 1990er Jahren wurde er Lichttechniker und Kameramann. So war er unter anderem an den Filmen Bin ich schön? und Der Totmacher beteiligt. Seit 1997 widmet er sich der Ölmalerei. Seine Bilder wurden unter anderem in Galerien in München, Tokio und New York gezeigt. Für den Film Im Winter ein Jahr fertigte er das in der Handlung zentrale Gemälde der von Karoline Herfurth und Cyril Sjöström dargestellten Geschwister. 2015 drehte Armin Kratzert einen Dokumentarfilm über Süssmayr: Florian Süssmayr Soloalbum.
Süssmayr lebt und arbeitet in München und Genua.

## Ausstellungen (Auswahl)
- 2016 Bilder für deutsche Museen / 2 – Kunsthalle Darmstadt
- 2014 Elvis, Genesis P-Orridge u. a. – Kunstverein Augsburg
- 2008 Florian Süssmayr zeigt – Maximiliansforum
- 2005 Bilder für deutsche Museen – Haus der Kunst, kuratiert von Chris Dercon

## Schriften
- Florian Süssmayr: Bilder für Deutsche Museen: Buch zur Ausstellung in München. Verlag der Buchhandlung König, Köln 2006, ISBN 3-86560-068-9.
- Florian Süssmayr: Simple Paintings. Sorry Press, München 2023, ISBN 978-3-910265-097.